# Магда Іван Іванович (ветеринар)
Магда Іван Іванович (нар.30 травня 1904 — пом. 21 квітня 1994) — Заслужений діяч науки України, доктор ветеринарних наук, професор Харківського зооветеринарного інституту, завідувач кафедри хірургії Харківського ветеринарного інституту, Харківського зооветеринарного інституту (1944-1976).

## Біографія
Іван Іванович народився 30 травня 1904 року в селищі Барвінкове Ізюмського повіту Харківської області.
З 1915 по 1922 роки навчався у двокласній Барвінковській школі, Барвінковому комерційному училищі, трудовій школі, на соціально-економічних курсах.
У 1922 році Іван Іванович вступив до Харківського ветеринарного інституту, який успішно закінчив у 1926 році і був направлений в Охтирку, де працював ветлікарем, а потім переведений в Таранівку на посаду районного ветеринарного лікаря.
З 1926 по 1929 роки навчався в аспірантурі Харківського ветеринарного інституту, після закінчення якої працював ординатором ветеринарної клініки, а потім асистентом, виконуючий обов'язки декана, а з 1936 року на посаді доцента.
Протягом 1929-1930 років працював ординатором хірургічної клініки Харківського ветеринарного інституту.
У 1930 році на прилюдних зборах захистив промотаційну[що?] роботу на тему «Епідуральна анестезія на свійських тваринах», на підставі чого Укрнаука визнала Науковим співробітником.
Протягом 1931 по 1933 роки працював асистентом хірургічної клініки Харківського ветеринарного інституту.
З 1933 по 1935 роки працював на посаді доцента кафедри оперативної хірургії з топографічною анатомією.
У 1935 році Іван Іванович був призначений на посаду завідувача кафедри оперативної хірургії Харківського ветеринарного інституту.
5 жовтня 1936 року надано вчене звання доцента з оперативної хірургії.
У 1937 році за рішенням Вченої ради йому було присуджено науковий ступінь кандидата ветеринарних наук без захисту дисертації. Паралельно виконував обов'язки завідувача кафедри оперативної хірургії він працював завідувачем виробничої практики, методистом заочного відділення, а потім  деканом.
У 1941 році вступив до лав захисників Вітчизни, служив на посаді начальника хірургічного відділення фронтового ветеринарного лазарету.
У травні 1942 року працював старшим спеціалістом-хірургом ветеринарного інституту Червоної Армії.
У грудні 1944 року був звільнений з армії у званні майора ветеринарної служби, повернувся в Харківський ветеринарний інститут на попереднє місце роботи.
З 1944 по 1960 роки був завідувачем кафедри оперативної хірургії Харківського ветеринарного інституту.
У 1947 році Іван Іванович захистив докторську дисертацію на тему «Місцеве знеболення у ветеринарній хірургії» та йому було присуджено вчене звання професора.
У 1949 році було опубліковано монографію «Місцеве знеболення у ветеринарній хірургії», яка стала неперевершеним свідоцтвом високого рівня професійності та була перекладена китайською та німецькими мовами й принесла Івану Івановичу світову популярність та славу.
З 1960 по 1976 роки був завідувачем кафедри загальної та спеціальної хірургії Харківського зооветеринарного інституту, оперативної хірургії з топографічною анатомією Харківського зооветеринарного інституту.
У 1961 році Постановою Президії Верховної Ради УРСР Івану Івановичу було присвоєно вчене звання Заслуженого діяча науки і техніки УРСР.
З 1963 по 1966 роки був науковим редактором «Ветеринарной энциклопедии», видавництва «Советская энциклопедия» м. Москва.
З 1976 по 1994 роки працював професором кафедри хірургії Харківського зооветеринарного інституту.
21 квітня 1994 року пішов із життя, світла пам'ять про нього збережена у серцях послідовників.

## Праці
Іван Іванович є автором трьох підручників з оперативної хірургії тварин для студентів і викладачів вищих навчальних закладів III-ІV рівнів акредитації за спеціальністю «Ветеринарна медицина».
Особливі заслуги мав на педагогічній ниві. Він був чудовим лектором, чуйним педагогом, Вчителем з великої літери. За майже 60 років професор І. І. Магда підготував тисячі ветеринарних лікарів, які з великою вдячністю згадували його на зустрічах в Alma mater. Велику увагу приділяв підготовці фахівців вищої категорії - викладачів.
Під його керівництвом та за його консультаційною допомогою були захищені десятки кандидатських та докторських дисертацій.
На наукових працях та підручниках з хірургії виховувались студенти ветеринарних вишів Радянського Союзу і навчаються сучасні студенти ЗВО.
У творчому доробку професора понад 170 наукових праць. Серед них монографії «Знеболення тварин», «Кастрація сільськогосподарських тварин», «Травматичний ретикулоперитонит», п'ять видань підручника «Оператива хірургія», що є першоджерелом для кожного лікаря ветеринарної медицини.
Професором була складено програма «Історія ветеринарної медицини» та підготовлений альбом ветеринарної геральдики для нового курсу «Історія ветеринарної медицини». Іван Іванович підготував плеяду вчених, які стали видатними діячами за межами інституту та країни.

## Відзнаки та нагороди
- орден Червоної зірки (1944);
- Медаль «За перемогу над Німеччиною у Великій Вітчизняній війні 1941—1945 рр.» (1946);
- Медаль «За доблесну працю у Великій Вітчизняній війні 1941—1945 рр.» (1946);
- трудовий орден Червоного прапора;
- почесний знак «Знак пошани» (1958).